# Żejtun
Żejtun [zɛɪ̯ˈtʊːn] (auch: Iż-Żejtun) ist eine Stadt im Osten von Malta, die 11.516 Einwohner (Stand 31. Dezember 2020) hat. Żejtun hat auch den Titel Città Beland, der ihr von Ferdinand von Hompesch zu Bolheim, dem Großmeister des Malteserordens, 1797 verliehen wurde. „Zaytūn“ (زيتون) ist das arabische Wort für Olive und verweist auf die Herstellung von Olivenöl, einem der Hauptwirtschaftszweige Maltas. Der derzeitige Stadtpfarrer ist Nicholas Pace, der derzeitige Bürgermeister Joe Attard.

## Geschichte
Im Mittelalter war die Gegend um Żejtun, der Süden der Insel Malta, als terre di Santa Caterina (Land der heiligen Katharina) bekannt. Italienisch war damals die Amtssprache. Aus dem Pfarrsprengel Żejtun entstanden verschiedene neue Siedlungen, darunter Għaxaq und Marsaxlokk. Jede dieser Siedlungen bildet heute eine eigene Pfarrgemeinde. Das in Żejtun stationierte Miliz-Regiment war das erste, das es mit den Türken am Beginn der großen osmanischen Belagerung 1565 aufnahm, aber noch bis 1614 musste die Stadt Überfälle türkischer Piraten erleiden. In diesem Jahr schlugen die in Żejtun stationierten Kräfte einen türkischen Angriff ohne die Hilfe anderer Verbände zurück. Während der französischen Seeblockade 1799 bis 1801 spielte die Stadt eine eher untergeordnete Rolle als Kaserne. Als einer der ersten Städte außerhalb der Befestigung um den Großen Hafen hatte Żejtun einen öffentlichen Park, den Luqa-Briffa-Garten, der nach einem bekannten Kavalleristen aus der Zeit der Großen Belagerung von Malta benannt wurde.
Żejtun überstand die Zeit der britischen Besetzung der maltesischen Inseln als bäuerliches Rückzugsgebiet in den grünen Feldern des Mazza-Valley. Es besaß lediglich eines der vielen Krankenhäuser, in denen britische und französische Soldaten im Ersten Weltkrieg gepflegt wurden, was den maltesischen Inseln den Beinamen „Krankenschwester des Mittelmeers“ einbrachte. Nach der Unabhängigkeit Maltas wurde die Stadt durch Eigenheimsiedlungen, Gewerbegebiete und sonstige Wohnbebauung um den historischen Stadtkern herum erweitert.
Während der vergangenen fünf Jahrzehnte war die Stadt für ihre hitzigen politischen Kämpfe bekannt, die 1987 in einer Straßenschlacht zwischen den Anhängern der Nationalisten (Partit Nazzjonalista) und denen der Arbeiterpartei in der Hauptstraße Triq tal-Barrani gipfelten.

## Kirchen, Kapellen und weitere historische Monumente

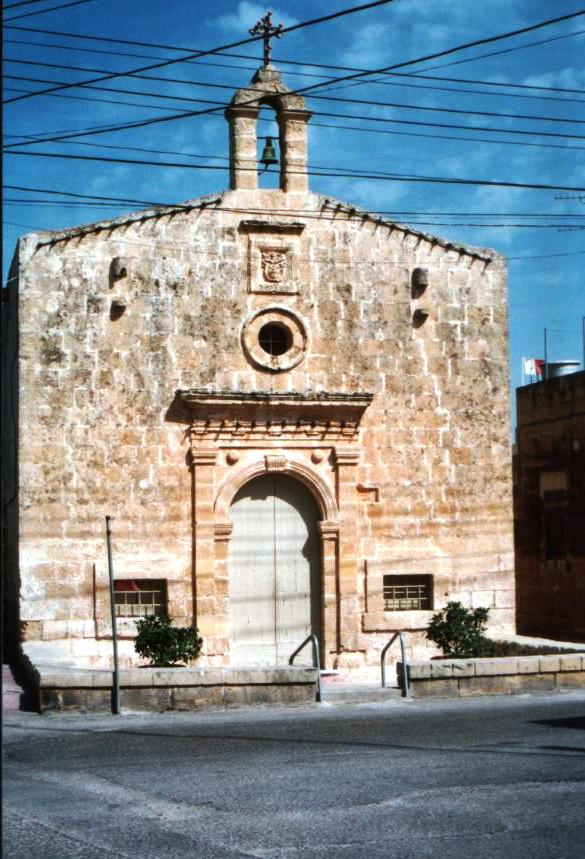
St. Clemens, erbaut 1622

Die Stadt besitzt etliche römische Hinterlassenschaften, z. B. eine römische Villa und eine Kirche, die der heiligen Katharina von Alexandria geweiht ist. Ihr Grundstein wurde 1622 geweiht, und der erste Stadtpfarrer war Dun Pawl Branchel. Diese Kirche, 1720 fertiggestellt, war die Nachfolgerin einer früheren Kirche, die noch heute am Stadtrand steht und ebenfalls der heiligen Katharina geweiht, doch im Volksmund als St. Gregor bekannt ist. Vermutlich liegt dies an der jährlichen Prozession zu Ehren dieses Heiligen, die im Mittelalter von Mdina hierher zog.
Żejtun hat eine große Zahl Kapellen, die z. B. dem hl. Clemens, Unserer Lieben Frau vom Guten Rat, dem Heiligsten Erlöser, der Aufnahme Mariens in den Himmel, dem Heiligen Geist und dem hl. Angelus geweiht sind.

## Das Stadtfest

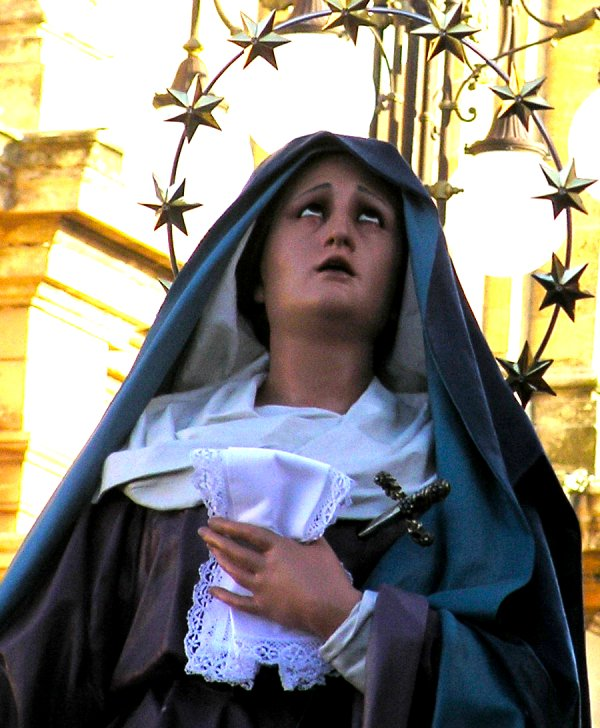
Die Statue der Schmerzensmutter

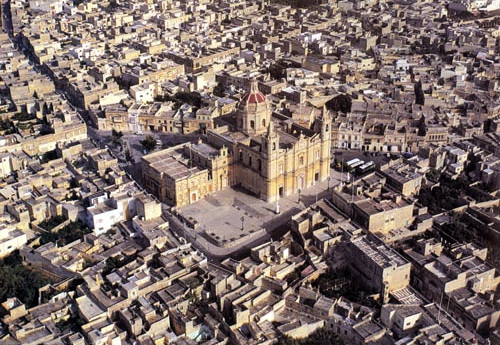
Luftbild von Żejtun

Das wichtigste Ereignis im Jahreskreis ist das Fest der Katharina von Alexandria, das im Sommer und nicht am eigentlichen Namenstag dieser Heiligen, dem 25. November, gefeiert wird. An diesem Tag spielen die beiden rivalisierenden Musikzüge von Żejtun, die „Banda Beland“ und die „Żejtun Band“ am Gregory Bonnici Square, dem Hauptplatz der Stadt. Die Hymne der Heiligen Katharina, die während des Festes gesungen wird, wurde von Emmanuele Palmier-Cecy geschrieben und von Dun Lawrence Mifsud komponiert. Bis in die 1970er Jahre feierte man bei einem zweiten Fest „Our Lady of Doctrine“, die Jungfrau Maria.
Ein weiterer bekannter Komponist, der in Żejtun geboren wurde, war Carlo Diacono. Nach ihm wurde ein Mädchengymnasium (Girl’s Junior Lyceum), nahe der St.-Gregor-Kirche, benannt. Eine andere erwähnenswerte Schule in Żejtun ist die Volksschule, deren Gebäude im neu-klassizistischen Stil während der britischen Besetzung gebaut wurde.

## Söhne und Töchter der Stadt
- Emanuele Gerada (1920–2011), römisch-katholischer Bischof und vatikanischer Diplomat
- George Hyzler (1926–2011), Politiker
- George Vella (* 1942), Politiker; seit 2019 Präsident Maltas
- Trevor Żahra (* 1947), Romanautor, Poet und Illustrator
- Mario Galea (* 1962), Politiker
- Ramona Frendo (* 1971), Juristin
- Ian Azzopardi (* 1982), Fußballspieler